# Lonny Baxter
Pour les articles homonymes, voir Baxter.
Lonny Baxter, né le 27 janvier 1979 à Silver Spring, dans le Maryland, est un joueur américain de basket-ball. Il évolue aux postes d'ailier fort et de pivot.